# James Van Fleet
James Alward Van Fleet (Fort Lee, Nueva Jersey, 19 de marzo de 1892-Polk City, Florida, 23 de septiembre de 1992) fue un general de cuatro estrellas estadounidense, quien sirvió en la Primera Guerra Mundial, la Segunda Guerra Mundial y la guerra de Corea. Durante esta última, ocupó el cargo de comandante en jefe del 8.º Ejército y del Comando de las Naciones Unidas.

## Infancia y educación
Nació en Fort Lee, Nueva Jersey, y se mudó con su familia a Florida a los pocos meses de edad. Allí creció y acudió al primer instituto de la comarca en admitir a alumnos de color tras la desegregación (resultado de la fusión con una escuela de la Union Academy).

## Trayectoria militar

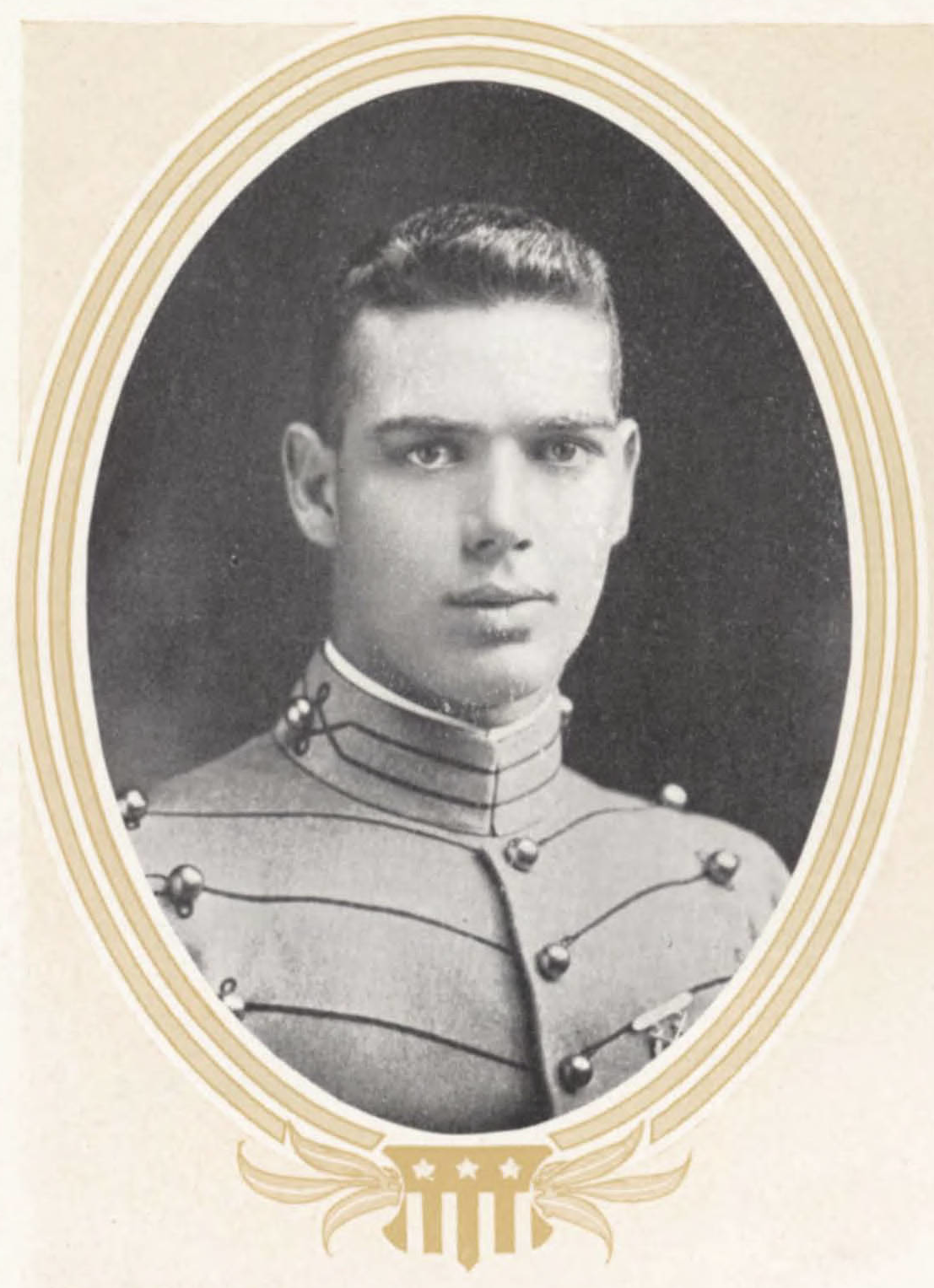
Van Fleet como cadete de West Point

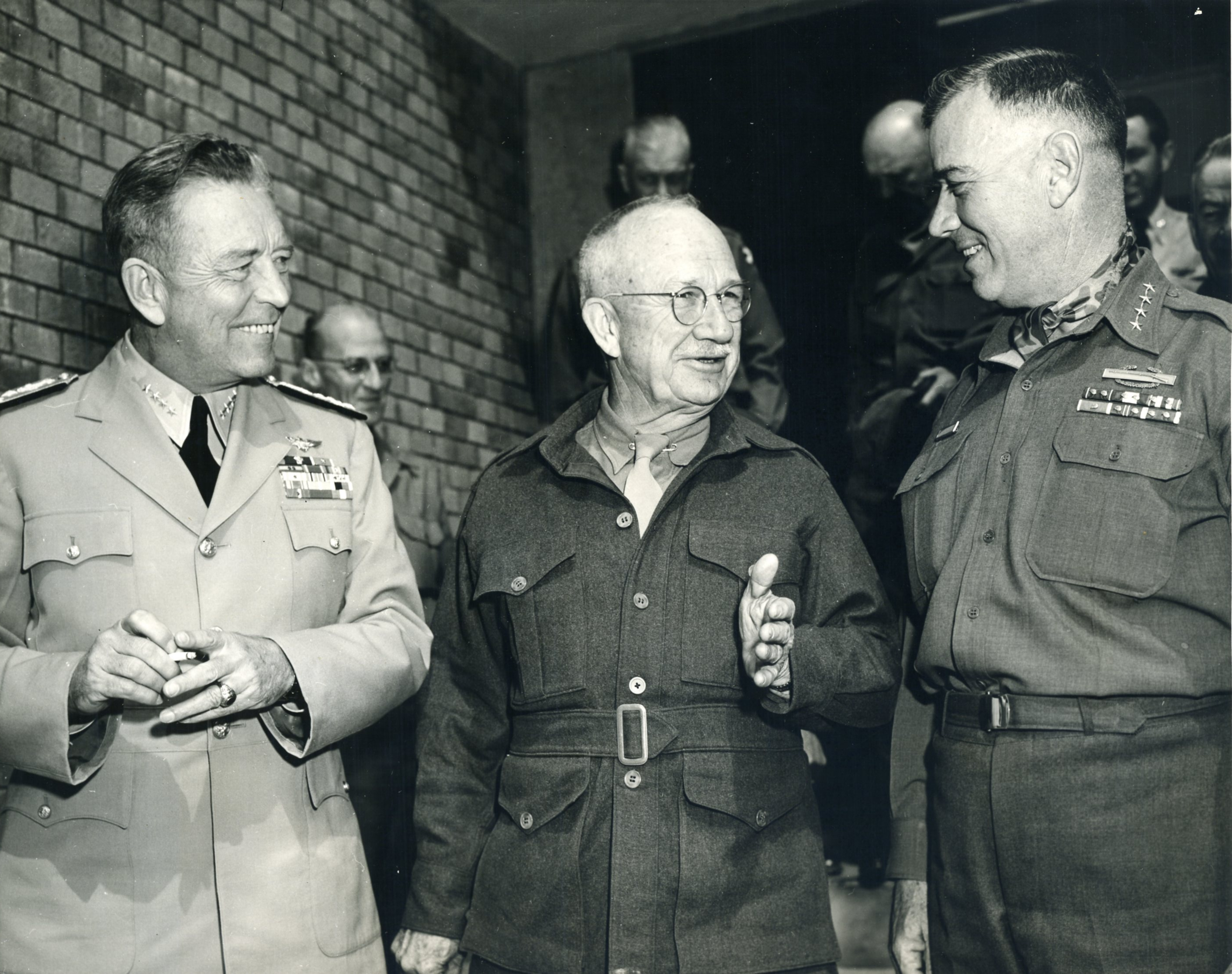
Van Fleet (a la derecha), junto a Arthur Radford y Holland Smith (Corea, 1952)

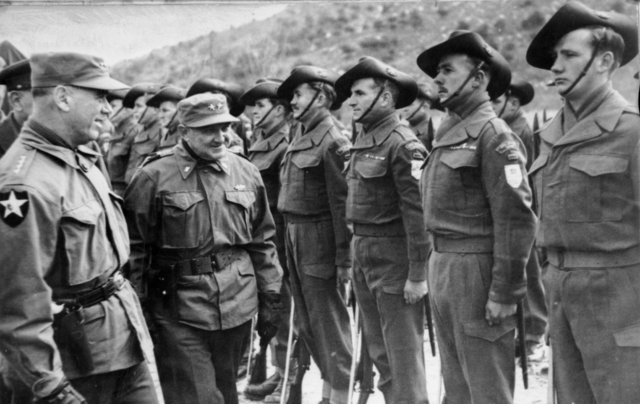
Van Fleet y John O'Daniel inspeccionando una formación del III Batallón del Regimiento Real Australiano, bajo el mando al 8.º Ejército en Corea.

Tras graduarse en 1911 con nota de honor, Van Fleet recibió una invitación para ingresar en la Academia Militar de los Estados Unidos en West Point, un gran honor en aquella época. Tras matricularse ese mismo año, rápidamente destacó por su perspicacia y dotes deportivas, siendo Fullback del invencible equipo de fútbol americano de la Academia en la temporada de 1914. Se graduó del programa de oficiales en la famosa promoción de 1915 junto a Dwight Eisenhower y Omar Bradley.
Su primer destino como subteniente fue en el 3.er Regimiento de Infantería del Ejército de los Estados Unidos en Plattsburgh, Nueva York. Poco después, el regimiento fue trasladado a Madison Barracks (antigua instalación militar, también en Nueva York) y luego a Eagle Pass, Texas, formando la línea de defensa en la frontera con México durante la expedición contra Pancho Villa y hasta finales de 1917. En esta época, fue ascendido dos veces, primero a teniente y menos de un año después a capitán.
Como otros prometedores oficiales subalternos de la época, Van Fleet desempeñó varios puestos de instrucción e inspección. En octubre de 1917, fue destinado a Fort Leavenworth, Kansas, como instructor de personal civil en puestos temporales de oficialidad (médicos, capellanes y similares), luego comandó el 2.º Destacamento de Escuelas de Servicio del Ejército y luego fue inspector en el 7.º Regimiento de Infantería de la Guardia Nacional en Misuri y varias otras instalaciones. El 4 de julio de 1918, fue designado jefe de compañía en el 16.º Batallón de Ametralladoras, obteniendo temporalmente el grado de comandante.
Van Fleet fue enviado a Francia durante la fase final de la Primera Guerra Mundial, en su primer puesto de comandancia combativa como jefe del 17.º Batallón de Ametralladoras. Fue herido en la Ofensiva de Meuse-Argonne el 4 de noviembre de 1918, una semana antes del armisticio que puso fin a la guerra.
De vuelta a Estados Unidos en 1922, le fue restaurado su grado original de capitán, y dos años después fue ascendido de nuevo a comandante en el Ejército regular. Sirviendo en el Cuerpo de Entrenamiento de Oficiales de la Reserva, reunido en la Universidad de Florida, aprovechó su experiencia deportiva para desempeñarse como entrenador de los Florida Gators, equipo al que condujo en 1924 a su récord de todos los tiempos en la Liga Nacional.
Entre 1924 y 1927, fue destinado en la base de Camp Galliard, en la Zona del Canal de Panamá, donde comandó el 1.er Batallón del 42.º Regimiento de Infantería. En abril de 1927, aceptó el cargo de instructor en Fort Benning (Georgia), aprovechando su estancia para matricularse en el Curso Avanzado de Oficiales de Infantería (Infantry Officer Advanced Course), del que se graduó en junio de 1929. Como en ocasiones anteriores, Van Fleet se desempeñó al mismo tiempo como entrenador jefe del equipo de fútbol americano de la base. En julio de 1929, regresó a la Universidad de Florida como profesor de Ciencia Militar y Táctica, un puesto que mantuvo cuatro años, hasta junio de 1933. El julio de ese año, fue designado comandante del 2.º Batallón del 5.º Regimiento de Infantería en Fort Williams, Cape Elizabeth (Maine), cargo que desempeñó hasta julio de 1935, siendo al mismo tiempo el oficial ejecutivo (executive officer) de la base.

### Segunda Guerra Mundial
Después de servir varios años en distintas unidades de infantería, en junio de 1941 Van Fleet fue ascendido a coronel, asumiendo el cargo de comandante del 8.º Regimiento de Infantería escasos meses antes de la entrada de Estados Unidos en la Segunda Guerra Mundial. Gran parte de su trayectoria en la guerra fue al cargo de este regimiento, que como parte de la 4.ª División de Infantería prestaba servicio en el frente occidental, incluyendo la batalla de Normandía, en la que desembarcó en la Playa de Utah. Allí, mostró sus excepcionales capacidades de liderazgo en combate en unas acciones heroicas que le valieron la Cruz por Servicio Distinguido.
A pesar de su destacado servicio, Van Fleet se quedó al mando del regimiento hasta julio de 1944 (tres años), mientras muchos de sus compañeros de promoción ya habían alcanzado rangos de generales. Aquello se debió a un error de George Marshall, jefe de Estado Mayor del Ejército de Estados Unidos, quien le confundió con otro oficial con el mismo nombre y mismo rango, conocido por sus problemas de alcoholismo y mala conducta. Solo cuando Eisenhower, entonces comandante en jefe del Teatro de Operaciones Europeo, quien conocía bien a Van Fleet aún desde West Point, se enteró del error, se lo hizo saber a Marshall, quien poco después le ascendió a general de brigada como segundo al mando de la 2.ª División de Infantería, y, tres meses después, como comandante de la 4.ª División de Infantería. Al cabo de dos meses, fue ascendido a mayor general tras ser puesto al mando de la 90.ª División de Infantería. Cuatro meses después, ya fue designado comandante del XXIII Cuerpo de Ejército y dos meses después sustituyó a John Millikin a la cabeza del III Cuerpo Blindado (famoso por sus actuaciones bajo Millikin como parte del 3.er Ejército de George Patton), cuando este fue ascendido a general. Este fue su último mando en la guerra, siguiendo en este cargo a finales de la contienda y durante la ocupación aliada de Alemania.

### Posguerra
Después de regresar a Estados Unidos, Van Fleet aceptó en junio de 1946 el puesto de vice comandante general del 1.er Ejército en Governors Island, Nueva York, con el rango de general de brigada (en los años de la posguerra era común que oficiales que deseaban permanecer en servicio activo aceptaran una degradación de su rango, debido a la eliminación de puestos). En diciembre de 1947, fue enviado a Fráncfort como oficial de operaciones del Mando Europeo de Estados Unidos.
Unas dos semanas después de recuperar el rango de mayor general debido a su puesto en Alemania, fue ascendido a teniente general en febrero de 1948 y enviado a Grecia para encabezar el Grupo Asesor Conjunto de las Fuerzas Armadas de Estados Unidos que se encargaba de la ejecución de la Doctrina Truman. Fue clave en el desenlace de la guerra civil griega como asesor del Gobierno griego y asesor jefe de un grupo de 250 expertos militares, además de encargado de la gestión de los 400 millones de dólares presupuestados para ayuda militar. Al regresar de Europa, se hizo cargo del 2.º Ejército, hasta abril de 1951.

### Guerra de Corea
El 14 de abril de 1951, Van Fleet sustituyó a Matthew Ridgway como comandante en jefe del 8.º Ejército y del Comando de las Naciones Unidas en Corea, cuando este último fue llamado a relevar a Douglas MacArthur como comandante supremo de las Potencias Aliadas y comandante general del Ejército de Estados Unidos en el Lejano Oriente. Ascendido a general un par de meses después, continuó la labor de Ridgway en la preparación del 8.º Ejército para la campaña contra las tropas de la China comunista y Corea del Norte. Sin embargo, sus planes más ambiciosos como un desembarco anfibio en Wonsan se vieron frustrados por la situación política en la que se encontraba Estados Unidos en ese momento por el relevo de MacArthur.
El tiempo de Van Fleet al mando del 8.º Ejército fue su último cargo en las fuerzas armadas, habiendo cedido el mando a Maxwell Taylor el 11 de febrero de 1953 y retirado del servicio un mes después, a los 61 años.